# Крушопек
Крушопек (мкд. Крушопек) је насеље у Северној Македонији, у северном делу државе. Крушопек припада градској општини Сарај, која обухвата западна предграђа Града Скопља.

## Географија
Крушопек је смештен у северном делу Северне Македоније. Од најближег већег града, Скопља, насеље је удаљено 8 km западно.
Насеље Крушопек је на југозападу историјске области Скопско поље, која се поклапа са пространом Скопском котлином. Место насеље је везано за ушће реке Треске у реку Вардар. Југоисточно од насеља издиже се планина Водно, док се југозападно издиже Сува гора. Надморска висина насеља је приближно 280 метара.
Месна клима је измењена континентална са мањим утицајем Егејског мора (жарка лета).

## Становништво
Крушопек је према последњем попису из 2002. године имало 1.902 становника.
Претежно становништво у насељу су етнички Албанци (99%).
Већинска вероисповест је ислам.